# Rivière aux Mulets
Pour les articles homonymes, voir Mulet (homonymie).
La rivière aux Mulets est un affluent de la rivière du Nord, coulant dans la région administratives des Laurentides, au Québec, au Canada. Le cours de la rivière aux Mulets traverse les municipalités régionales de comté de :
- MRC Les Laurentides : municipalités de Saint-Adolphe-d'Howard, Morin-Heights et Val-Morin ;
- MRC Les Pays-d'en-Haut : municipalité de Sainte-Adèle.

La rivière aux Mulets coule principalement en zones forestières, en traversant des zones de villégiature tels le lac Travers (lac de tête), le lac des Trois Frères, le lac Saint-Joseph, le lac Sainte-Marie et le lac Théodore. En fin de parcours, le cours de la rivière passe au nord-est de la  ville de Sainte-Adèle.

## Géographie
La source de la rivière aux Mulets est située à l'embouchure du lac Travers (longueur : 1,9 km ; altitude : 402 m) dans la municipalité de Saint-Adolphe-d'Howard. Ce lac est situé sur la limite des MRC Les Laurentides et Les Pays-d'en-Haut, à 4,1 km au nord-ouest du lac Saint-Joseph et à 9,3 km au sud-est du centre du village de Sainte-Agathe-des-Monts.
À partir de l'embouchure du lac de tête, la rivière aux Mulets coule sur 25,8 km selon les segments suivants :
- 3,5 km vers le sud, puis vers le sud-est, dans Saint-Adolphe-d'Howard, en traversant le lac de la Baguette (altitude : 379 m) et le lac Massie (altitude : 373 m), jusqu'à la rive nord-ouest du lac des Trois Frères ;
- 1,4 km vers le sud-est en traversant le lac des Trois Frères (altitude : 371 m) sur sa pleine longueur, jusqu'à son embouchure ;
- 0,5 km vers le sud-est, jusqu'à la rive nord-ouest du lac Saint-Joseph ;
- 2,7 km vers le sud-est en traversant le lac Saint-Joseph (altitude : 371 m) sur sa pleine longueur, jusqu'à son embouchure ;
- 0,3 km vers l'est, jusqu'à la rive ouest du lac Sainte-Marie ;
- 3,6 km vers le sud-est en traversant le lac Sainte-Marie (altitude : 376 m) sur sa pleine longueur, jusqu'à son embouchure ;
- 1,9 km vers l'est en traversant le lac Théodore (altitude : 370 m), jusqu'à son embouchure. Note : La limite entre Val-Morin et Morin-Heights est située au milieu du lac ;
- 2,0 km vers l'est, jusqu'à la limite de Sainte-Adèle (MRC Les Pays-d'en-Haut) ;
- 6,0 km vers l'est en coupant le chemin du Moulin, le chemin du Mont-Loup-Garou et le boulevard de Sainte-Adèle, jusqu'au pont de l'autoroute 15 ;
- 3,9 km vers le sud-est, en coupant le chemin Pierre-Péladeau et le chemin Notre-Dame, jusqu'à la confluence de la rivière[2].

La rivière aux Mulets se déverse sur la rive ouest de la rivière du Nord (rivière des Outaouais). Cette confluence est située du côté nord-est du centre ville de Sainte-Adèle et en face de la montagne Le Grand Élan. Cette confluence est à :
- 4,4 km au sud-est du sommet du Mont-Gabriel ;
- 0,8 km au nord-est de l'autoroute 15 ;
- 3,6 km au nord du sommet du Mont-Olympia.

## Toponymie
Le mulet est un animal mâle, de la famille des équidés, engendré par un âne et une jument. À l'époque de la traction animale, le mulet servait de bête de trait notamment sur les fermes et les chantiers forestiers.
Le toponyme rivière aux Mulets a été officialisé le 12 juin 1970 à la Commission de toponymie du Québec.